# Marie Mesmin
Marie Mesmin (1867-1935) est une visionnaire bordelaise qui aurait bénéficié à partir de 1902 d'apparitions mariales et de prophéties sur les malheurs encourus par la France dans le contexte précédant l'adoption en 1905 de la loi de séparation des Églises et de l'État.
À partir de 1909, Marie Mesmin fonde un culte sous le nom de « Notre-Dame-des-pleurs », que l’archevêque de Bordeaux, Pierre Paulin Andrieu, condamne sévèrement.
Le culte de Notre-Dame-des-pleurs et sa fondatrice deviennent célèbres à partir de 1919 quand des fidèles agressent deux prêtres qu'ils accusent d'envoûter Marie Mesmin. 

## Début des visions et des prophéties
Marie Baillet, seconde d'une famille de cinq enfants, est née en 1867 dans la commune de Monguilhem (Gers). Marie ne fréquente pas l'école. Elle ne saura jamais ni lire ni écrire (à l'âge adulte elle apprend seulement à écrire son nom et elle signe les lettres qu'elle dicte à une secrétaire : « Marie Mesmin, esclave de Marie »).
Selon son propre récit, son enfance est marquée par deux phénomènes « miraculeux » : en 1874, alors qu'elle garde les vaches dans un pré, elle tombe dans une mare. Sur le point de périr noyée, elle invoque Jésus : « Mon bon Jésus, dit-elle, sortez-moi de là, je vais mourir ». Marie prétend qu'à ce moment-là, elle s'est sentie emportée par des mains invisibles qui la déposaient sur la berge. Elle bénéficie par la suite d'une vision du Christ et du Sacré-Cœur de Jésus. De cet accident et de cette vision, naît sa dévotion au Sacré-Cœur qui durera toute sa vie. 
Marie est placée à Bordeaux vers l'âge de quinze ans. Elle épouse Jean Mesmin, infirmier à l'hôpital de Bordeaux.
En 1905 elle devient concierge d'un immeuble occupé par une compagnie d'assurance au 13 cours du XXX-Juillet à Bordeaux. Elle y réside avec son mari et leurs deux filles, Jeanne et Marie-Louise, jusqu'en janvier 1913.
Pendant cette période, Marie rapporte une série d'apparitions et de conversations avec la Vierge-Marie qui lui prédit les malheurs qui attendent la France si elle ne renonce pas à « chasser Dieu du pays ».
Un cercle d'adeptes se forme autour de Marie Mesmin et de la statue de la Vierge qu'elle garde dans sa conciergerie : « Notre-Dame des-pleurs ». Cette statue verse des larmes quand Marie fait ses dévotions. Plus tard, cette statue sera remplacée par une autre qui pleure également.
Le nombre d'adeptes croît et les attroupements devant l'immeuble gênent son employeur qui la congédie en janvier 1913. Immédiatement, une adepte fortunée lui prête un logement sis au 26 boulevard du Bouscat (aujourd'hui boulevard Pierre 1er) à Bordeaux, où elle demeure jusqu'à sa mort le 5 juin 1935.
La secte est très active dans la région bordelaise. Marie elle-même voyage beaucoup grâce à l'aide de ses donateurs.
À partir de 1917, Marie souffre de vifs maux qu’elle attribue à des envoûtements pratiqués par deux prêtres. Elle envoie des membres de la secte chasser le diable du corps de ces malheureux. Les deux expéditions punitives, qui sont des agressions très violentes, se terminent devant les tribunaux correctionnels. La couverture médiatique des procès rend « Notre-Dame-des-pleurs » célèbre sur le plan national.
L'archevêque de Bordeaux réagit et menace de refuser les sacrements à tout religieux ou laïc qui assiste à des cérémonies organisées par Marie Mesmin. La secte périclite, mais ne disparaît pas.
À la mort de Marie Mesmin, l'écrivain Louis Émié lui consacre une nécrologie publiée dans La Petite Gironde.

## Les premières révélations
C'est en 1902 que Marie Mesmin a ses premières révélations. La Vierge Marie lui annonce des persécutions et l'exhorte à la prière. Ces prophéties sonnent comme la menace de fléaux épouvantables qui vont s’abattre sur une France déchristianisée refusant de revenir à la Foi de son baptême, alors même que l’Église catholique combat la loi de séparation des Églises et de l'État.
On trouve un précédent semblable dans les apparitions mariales de Fontet (Gironde) en 1873-1874 où la prétendue voyante Marie Bergadieu (1830-1904), dite Berguille annonce des malheurs pour la France si elle renonce à la monarchie.

## La statue qui pleure

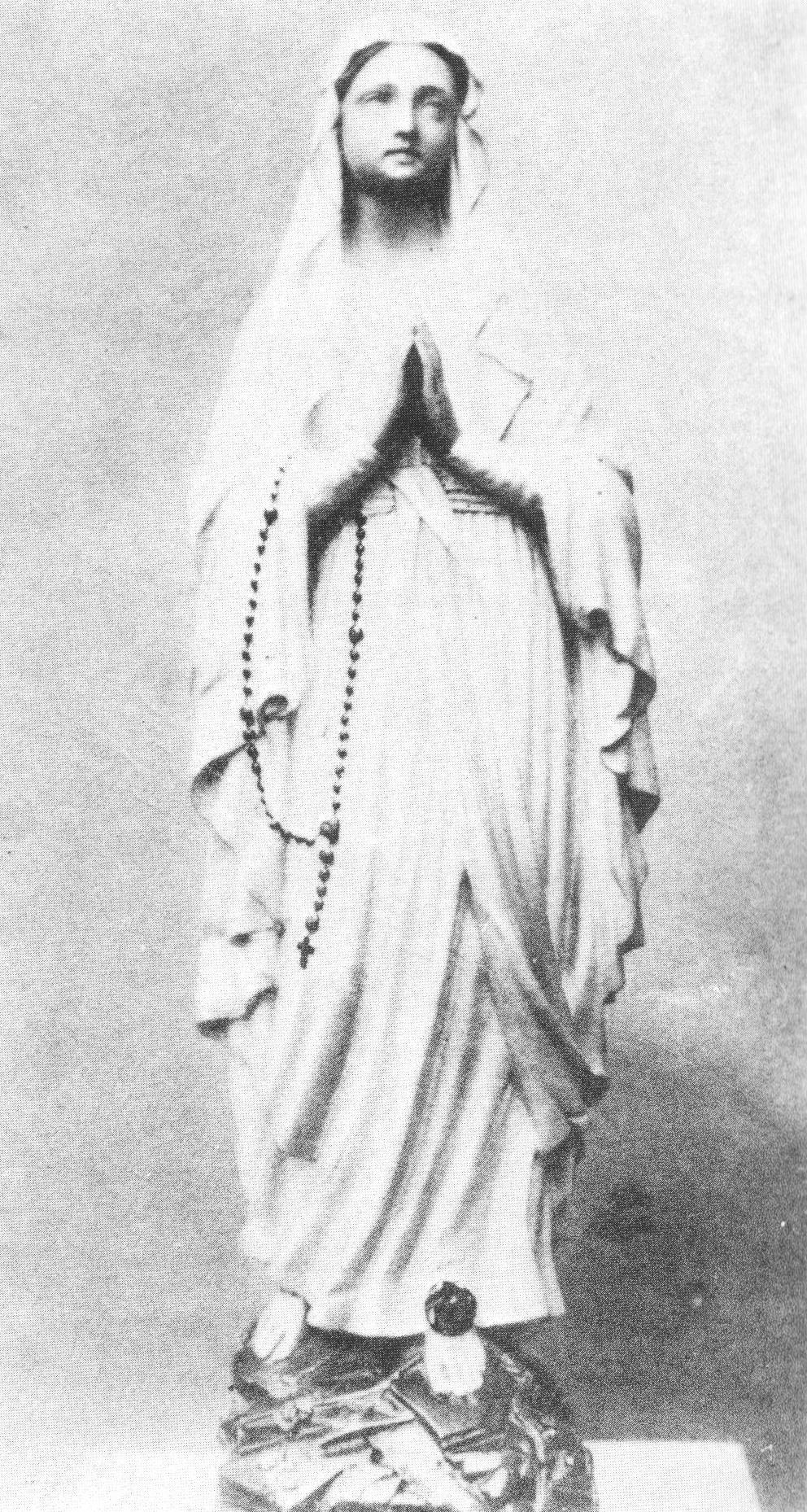
La statue qui pleure

Marie Mesmin a une mauvaise santé : elle est diabétique et tuberculeuse. Vers 1906-1907 elle se rend à Lourdes dans l'espoir d'une guérison miraculeuse. Elle n'est pas guérie, mais en souvenir de son pèlerinage elle achète une banale statue en plâtre de Notre-Dame de Lourdes. La statue est installée dans la cuisine de sa loge de concierge et Marie fait ses dévotions chaque jour devant elle.
Un samedi de mars 1907, Marie Mesmin voit des larmes couler des yeux de la statue. C'est le début d’une suite de lacrymations destinées à appeler le peuple de France à la conversion, à la prière et au repentir.
En septembre 1909 une étape supplémentaire est franchie : au lieu de pleurer, la statue se transforme en apparition de la Vierge. C'est ainsi que commence une série d'apparitions (au moins une dizaine selon Marie Mesmin) qui ont eu lieu d'abord dans l'oratoire de sa cuisine, puis dans l'église Notre-Dame de Bordeaux, sur les marches de l'autel de la chapelle Notre-Dame-du-Rosaire.
Rapidement les nouvelles de ces apparitions se répandent et l’archevêché de Bordeaux doit intervenir. En mars 1910 la statue est retirée de l'oratoire du cours du XXX juillet pour un examen par les autorités ecclésiastiques. La statue est déposée au couvent des Franciscaines de Marie Immaculée, rue de la Teste à Bordeaux : elle ne pleure plus et un échantillon des larmes qu'elle aurait versées se révèle être de l'eau du robinet. La conclusion de l'archevêché est qu'il n'y a aucune justification autorisant à penser à une apparition mariale. La statue ne sera pas rendue à Marie Mesmin et elle a été probablement détruite.

## La Santissima Bambina
| - La Bambina qui pleure |

Après la confiscation de la statue de N-D. de Lourdes, Marie Mesmin la remplace par une autre : une Vierge-Enfant, réplique en plâtre vendue comme souvenir de « la Santissima Bambina» de Milan, statue horizontale représentant la Vierge-enfant au berceau et réputée miraculeuse.
Dès son emplacement dans l'oratoire de Marie la statue commence à pleurer comme celle de N-D. de Lourdes. Les prédictions et demandes de la Vierge continuent d'être répandues par Marie Mesmin : Bordeaux sera détruite et il faut un orphelinat pour les enfants survivants ; il faut construire une grande basilique près de la place des Quinconces, dont le chœur sera exactement à l'oratoire de Marie.

## L'oratoire du Bouscat
Le 13 janvier 1913, la comtesse et le comte de Montluisant, des adeptes de Marie Mesmin, lui proposent d'habiter l'une de leurs propriétés à Bordeaux situé au 26 boulevard du Bouscat (actuellement boulevard Pierre 1er).
|  |

Marie Mesmin s'y installe et une partie de la maison est transformée en oratoire dédié à la statue de la Santissima Bambina et une autre partie en petit orphelinat pour accueillir quelques jeunes filles. La statue ne pleure plus, mais, le 22 juillet 1913 elle exsude des parfums suaves quand Marie Mesmin fait ses dévotions. Le phénomène fait l'objet d'un nouveau culte sous le nom de Notre-Dame-des-Parfums.
| - L'oratoire du Bouscat |

Le nombre d'adeptes augmente et une extension de la maison est construite pour servir de salle de réunion et de prières. Marie Mesmin est la seule personne à avoir accès à l'oratoire où se trouve la statue miraculeuse. La renommée de la statue se répand et le 26 boulevard du Bouscat devient un lieu de pèlerinage. On y vend des médailles et images pieuses.
Joseph Saboungi, né à Tyr (Syrie) et âgé de 45 ans est un archimandrite syrien de l'ordre de Saint-Basile, vicaire général du diocèse de Sidon et docteur en théologie. Venu à Lourdes pour le congrès eucharistique des 22-26 juillet 1914, il entend parler de Marie Mesmin et se rend à Bordeaux. La guerre l’empêche de rentrer en Syrie et on lui demande d'étudier ces miracles en vue de constituer un dossier à présenter aux autorités de Rome. Il s'installe au 26 boulevard du Bouscat et devient également directeur de conscience de Marie.
Alors que l'archimandrite Seboungi travaille sur le dossier des miracles de N-D. des pleurs, des tensions apparaissent entre Marie Mesmin, certains membres de la secte et lui. L'approche critique de l'archimandrite et sa connaissance des procédures canoniques lui font écarter certains témoignages qui risquent d'être refusés par Rome comme preuve du miracle. Les adeptes de Marie Mesmin craignent qu'il prenne l'ascendant sur elle et veuille prendre sa place à la tête du groupe (par la suite, ils l'accuseront de pratiquer des messes noires et d'envoûter Marie). Les aspects économiques liés à l'exploitation du phénomène miraculeux sont aussi en jeu. L'archimandrite Saboungi se retire de l'oratoire le 10 juin 1917 pour prendre un poste de professeur de mathématiques à la collégiale de Saint-Donatien à Nantes.
| - La Bambina de Bordeaux |

Une certaine presse catholique s'emballe au sujet des miracles, comme La Revue Mariale du 25 décembre 1915 qui laisse entendre que l'archevêché de Bordeaux les approuve. L'autorité diocésaine publie une réfutation diffusée dans tous les diocèses : « L'autorité diocésaine déclare qu'elle n'a jamais accredité aucun prêtre auprès de l'oratoire de Mme Mesmin ; qu'elle à défendu aux membres du clergé d'assister aux exercises religieux organisés dans l'oratoire et que les fidèles doivent, jusqu'à nouvel ordre, éviter d'y prendre part ».
Cette mise en garde du Cardinal Andrieu, archevêque de Bordeaux a peu d'effet sur les membres de la secte.
Pendant la Première Guerre Mondiale Marie Mesmin voyage beaucoup dans le nord de la France pour porter secours aux poilus. Elle fait aussi de longs voyages en Italie et dit avoir rencontré le pape, qui aurait dédicacé une image de la Bambina.
La réputation de la secte de « N-D. des pleurs» est considérablement assombrie par trois affaires d'agression en 1919, 1925 et 1926 par des « mesminites » pour désenvoûter « Maman Marie ». L'archevêché menace d'excommunication les membres de la secte s'ils continuent de prendre part aux activités de l'oratoire du Bouscat.
À partir de 1926, la secte périclite, sans disparaître (voir les sections Liens externes et Livres panégyriques).
Marie Mesmin meurt le 5 juin 1935. En 1940, par la donation de sa propriétaire, la maison devient propriété de l'archevêché de Bordeaux. Puis, en 1968, le site est revendu, la maison démolie et remplacée par une station service.

## Les envoûtements
Toute sa vie Marie Mesmin souffre de divers maux que la médecine n'arrive pas à soigner. Elle les attribue à des envoûtements et demande à plusieurs reprises que des prêtres pratiquent sur elle les rites d'exorcisme de l’Église catholique, sans aucun résultat.
La situation devient dramatique en 1919 quand Marie Mesmin accuse l'archimandrite Saboungi d'être possédé par le démon et de l'avoir envoûtée. En 1926, l'abbé Desnoyers est accusé des mêmes faits.
Pour sauver « maman Marie », des « mesminiques » organisent des expéditions punitives contre les deux prêtres avec pour objectif d'extirper le démon de leurs corps en recourant à des procédés moyenâgeux comme  la flagellation et la torture, sans donner la mort.
Les flagellants sont condamnés par les tribunaux.
Après l'agression de l'archimandrite Saboungi, le cardinal Pierre Paulin Andrieu réitère son interdiction aux prêtres et aux laïcs d'assister aux cérémonies organisées à l'oratoire du 26 boulevard du Bouscat. En 1926, après l'agression de l'abbé Desnoyers, il menace d'excommunication les membres de la secte,,. La secte de « Notre-Dame-des-pleurs » périclite et Marie Mesmin devient célèbre avec la couverture nationale des événements par la presse.

### L'agression de l'archimandrite Joseph Saboungi (20 février 1919)
| - L'archimandrite Saboungi ? |

Selon Marie, l'archimandrite Saboungi continue de l'envoûter à distance et elle est exorcisée à plusieurs reprises, sans succès. Elle accuse également Joseph Saboungi d'être la cause des morts de plusieurs membres de la secte.
Le 20 février 1919 quatre disciples de Marie Mesmin (MM. de Floris, agent de change ; Parentthel, courtier d'assurances ; Berton, chef d'orchestre et Cardon, inspecteur de la Sûreté générale) mènent une « croisade » à Nantes pour prétendument le libérer du démon : ils ligotent l'archimandrite et le flagellent.
Une plainte est déposée et l'affaire est jugée par le tribunal correctionnel de Bordeaux. L'avocat de Joseph Saboungi est Maurice Garçon du barreau de Paris, amateur d'affaires de sorcellerie. Les agresseurs sont condamnés à trois mois de prison avec sursis et au paiement de 500 francs à titre de dédommagement à Joseph Saboungi.

### L'agression de Rose Moreau (24 décembre 1925)
Le 24 décembre 1925 Rose Moreau, une membre de la secte « N-D. des pleurs », est retrouvée le visage ensanglanté et les vêtements couverts de boue devant la maison de Marie Mesmin. Quatre jours plus tard Marie Mesmin porte plainte contre Mlle Moreau en l'accusant de faire scandale dans l'oratoire à tel point qu'il a fallu la sortir par la force.
Grâce à un certificat médical et une lettre administrative ordonnant la mise en observation de Rose Moreau, des « mesminiques » parviennent à la faire interner au Château Picon. Rose Moreau, qui se dit possédée par un démon, ne porte pas plainte pour l'agression.
Rose Moreau avait contribué à mettre en relation Marie Mesmin et l'abbé Paul Desnoyer afin qu'il exorcise « Maman Marie ». L'abbé Desnoyer sera agressé à son tour quelques jours plus tard.

### L'agression de l'abbé Paul Desnoyer (3 janvier 1926)

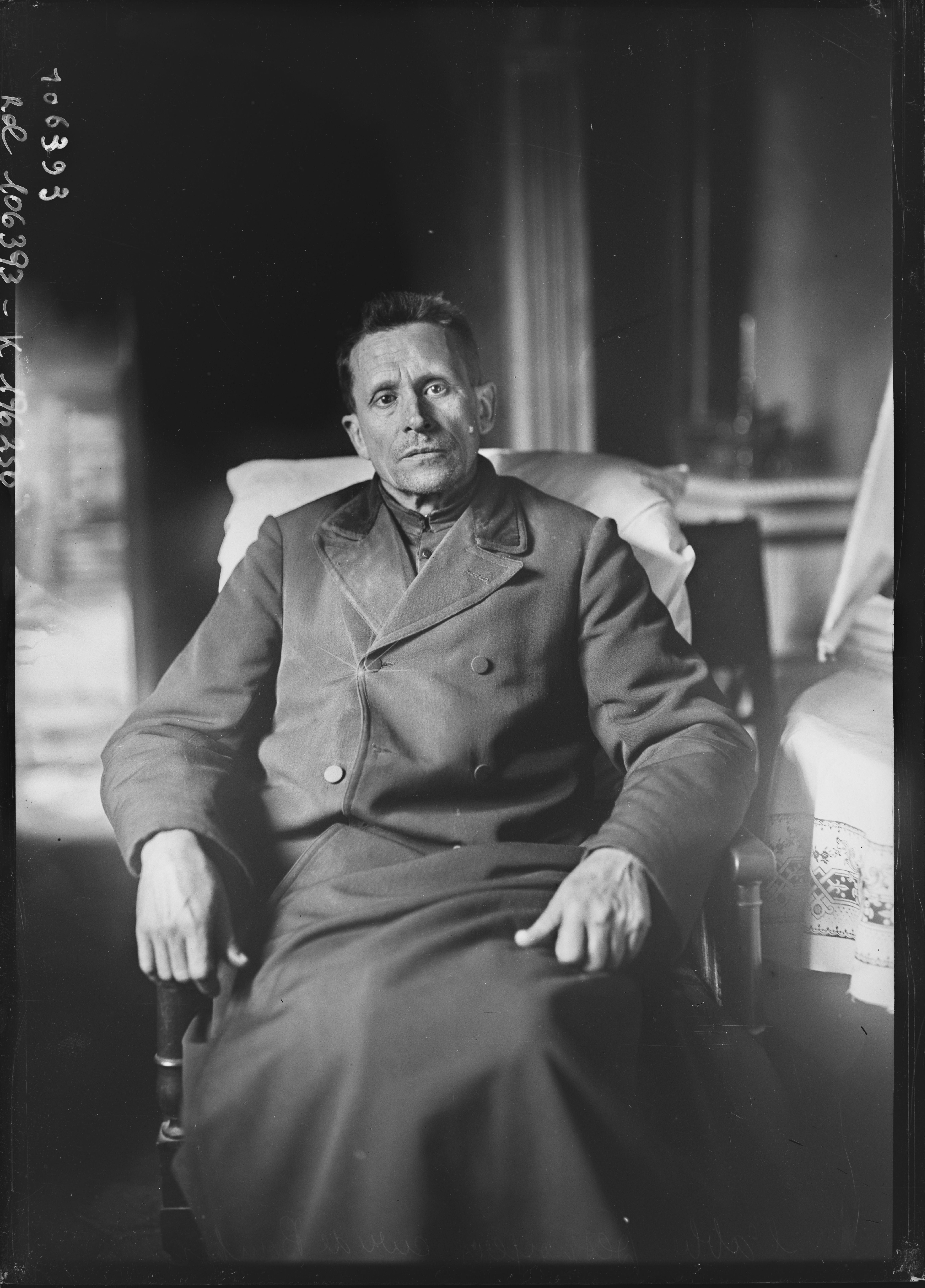
L'abbé Paul Desnoyer

En 1921, par l'intermédiaire de relations pieuses après un pèlerinage à Notre-Dame de La Salette, Marie Mesmin entre en contact avec l'abbé Paul Desnoyer, curé depuis 22 ans à Bombon (Seine et Marne),,. (Paul Desnoyer décèdera en décembre 1955 à l'âge de 90 ans.) Après une longue série d'échanges épistolaires, en 1923, Marie, par l'intermédiaire de Rose Moreau, le réclame à Bordeaux pour l'exorciser, car elle est encore envoûtée. L'abbé vient à Bordeaux pendant une semaine, trouve Marie en pleine santé, mais pratique malgré tout les rites d'exorcisme et repart pour Bombon. Paul Desnoyer n'a jamais fait partie de la secte de « N-D. des pleurs » et dans sa déclaration au juge d'instruction il dit qu'il pensait avoir affaire avec une malade et des illuminés.
En 1924 Marie Mesmin est encore envoûtée et cette fois le responsable qu'elle désigne est l'abbé Desnoyer.
Des membres de la secte lui envoient des lettres de menaces pour qu'il mette fin à l'envoûtement. En décembre 1925, l'époux de Marie Mesmin, avec quelques hommes de la secte, rendent visite au curé à Bombon. Ils ont vu une preuve incontestable de sa culpabilité : des vols d'oiseaux au-dessus de l'oratoire du Bouscat écrivent son nom dans le ciel. Ils lui donnent une dernière chance d'arrêter l'envoûtement.
L'envoûtement ne s'arrête pas et le 3 janvier 1926, dix femmes et deux hommes (Albert Froger et Maurice Lourdin) de la secte font une expédition punitive à Bombon. Ils assistent à la messe célébrée par l'abbé, puis l'enferment dans sa sacristie où il est ligoté et bâillonné au point d'étouffer. Il est flagellé, reçoit du poivre dans ses yeux, on menace de lui brûler la plantes des pieds au fer rouge, etc. La bonne de l'abbé Desnoyer, Jeanne Hellois, est également agressée.
Les villageois, intrigués par ces « touristes » autour de l'église, alertent la police, qui se rend sur place et trouve le curé dans la sacristie en train d'être flagellé. Les malfaiteurs sont arrêtés et revendiquent leurs actes.
| - Sacristie de l'église de Bombon (poivre toujours sur le banc) - L'abbé Desnoyer - Maîtres Mourier et Garçon - Jeanne Hellois et sa nièce - Albert Froger & Maurice Lourdin |

L'abbé Denoyer porte plainte et est défendu, comme Joseph Saboungi, par le célèbre avocat Maurice Garçon.
Les hommes sont condamnés à huit mois de prison ferme et les femmes à trois mois de prison avec sursis. Marie Mesmin n'est pas inculpée, mais son cas est signalé par les psychiatres comme un danger social : ses délires sont contagieux pour les esprits faibles de son entourage.

## Réactions populaires à l'agression de Paul Desnoyer
Marie, ses acolytes et le curé de Bombon deviennent des sujets de raillerie populaire. Citons quelques exemples tirés de la bibliographie des articles de presse :
- « Complainte du Curé de Bombon », paroles d'Alibert sur l'air de Trompette en bois[20] :

- « Le martyr de la flagellation (le curé de Bombon) », paroles[21] de F. Montagnon[22], sur l'air de Trompette en bois

- « Ils ont fouetté Monsieur le curé » , paroles[23] de Léon Bonnenfant[24] sur l'air Elle s'était fait couper les cheveux[25]

- Au Casino de Quinconces[Note 6] à Bordeaux une revue burlesque : Et l’on sen... voûte ![26] mettant en scène l'agression du curé de Bombon.

- Un spectacle de marionnettes (Guignol) : Marie Mesmin girls[27]

- À Lormont, les femmes du lavoir de la république mettent en scène une parodie grivoise de l'agression du curé de Bombon[28].

- Dans le parler populaire bordelais (le bordeluche) une « Marie Mesmin, Notre-Dame des sept douleurs » désigne une pleurnicheuse[29].

## Livres panégyriques
- Henry Gaultier (préf. H. de Pierre-Prat), La Merveilleuse Histoire de N-D. des Pleurs de Bordeaux : Histoire et documentation, Villedieu (Vaucluse), La Revue « Lourdes », 63 p. (présentation en ligne).

- Marie Vérenne, Prophéties de Notre-Dame de Bordeaux, Rassemblement à Son Image, octobre 2017, 266 p. (ISBN 978-2-36463-553-1, présentation en ligne).
- Gille Lameire, La Vierge en pleurs de Bordeaux, Saint-Germain-en-Laye, Association "Tout restaurer dans le Christ", 1973, 337 p. avec une note critique de R. Darricau in « Notes bibliographiques », Revue d'histoire de l'Église de France, vol. 62, no 169,‎ 1976, p. 416 (lire en ligne, consulté le 3 septembre 2021)

- Gilles Lameire, La Vierge en pleurs de Bordeaux, Resiac éditions, février 2011, 338 p. (ISBN 9782852680609, présentation en ligne).

### La Presse et la secte de Notre-Dame des pleurs
Les trois agressions perpétrées par les adeptes de la secte de Notre-Dame-des-Pleurs pour « chasser le démon » et le décès de Marie Mesmin ont reçu une couverture nationale dans la presse. Marie Mesmin elle-même a laissé des traces dans la mémoire collective bordelaise. Jusqu'à aujourd'hui son nom est évoqué périodiquement dans la presse locale, mais souvent avec des imprécisions historiques sur les faits.